# ソーリェル
ソーリェル(カタルーニャ語: Sóller, カタルーニャ語発音: [ˈsoʎə])は、スペイン・バレアレス諸島州にあるムニシピ（基礎自治体）。ソーイェルとも。マヨルカ島の北西岸に近く、ソーリェル港から3km内陸に入ったボウル状の盆地に市街地がある。フォルナルッチ村、ビニアライッシ(Biniaraix)集落、ビニバッシ(Binibassi)集落、ポルト・デ・ソーリェル村などを内包している。2012年の人口は14,150人だった。ポルト・デ・ソーリェルとソーリェルを結んでいるソーリェル路面電車で有名である。2011年に「トラムンタナ山脈の文化的景観」としてユネスコの世界遺産（文化遺産）に登録されたトラムンタナ山脈に囲まれている。

## 経済
今日のソーリェルの経済は、主に観光業や外国籍居住者の支出に基盤が置かれており、柑橘類やオリーブ畑などの農業が経済を補完している。1980年以降、毎年7月に国際民俗学フェスティバルを開催している。港湾の名称でもあり、ソーリェルに含まれる村の名称でもあるポルト・デ・ソーリェル（ソーリェル港）は、約3,000人の人口を持つ観光地となっている。

### ポルト・デ・ソーリェル
ポルト・デ・ソーリェルは商店、レストラン、バルなどが立ち並ぶリゾート地だが、同じマヨルカ島内の主要な観光地であるカルビアのマガルフ海岸などと比べれば静かである。港湾を囲む道路沿いには、ホテル・エデン、ホテル・エスプレンディド、アイミア・ホテルのように、何棟かの大規模な滞在型ホテルがある。

## 観光
町の中心にあるコンスティトゥシオ広場はカフェに囲まれており、プラタナスが植えられ、中央部には噴水が設置されている。ソーリェル路面電車は広場を通っており、ソーリェル駅はパブロ・ピカソやジョアン・ミロの博物館を組みこんで復元された。サン・バルトメウ教会は広場の東側に面しており、隣接してソーリェル市庁舎やソーリェル銀行、アントニ・ガウディの弟子であるカタルーニャ人建築家のジョアン・ルビオによる1912年のモダニズム建築などがある。銀行組織は1889年、他地域で稼いでソーリェルに戻ってきた人々の資金で設立された。教会のオリジナルの建物は1236年まで遡ることができる。現在の建物の主要な内部構造は、1688年から1733年にバロック様式で建設された。
カンパナール（鐘塔）はネオゴシック様式のデザインとうまく調和している。ファサードはやはりジョアン・ルビオによって、1904年に建設された。古い街路配置はイスラーム教徒による支配時代に起源を持ち、16世紀から18世紀の歴史的邸宅が並んでいる。町には屋根付きの市場があり、多くの橋を持つ流れの速い河川で二分されている。17世紀初頭に建てられた邸宅によってもソーリェルは有名であり、特にグラン・ビアの邸宅郡はフランスの19世紀末(fin de siècle)におけるアール・ヌーヴォー様式を反映している。
町の郊外には植物園があり、バレアレス諸島や地中海諸島の植物が植えられている。ガーデンハウスにあるモダニズム邸宅はバレアレス諸島自然科学博物館として使用されている。

## 交通
ソーリェル鉄道がソーリェル市街地とバレアレス諸島州の州都パルマ・デ・マヨルカを結んでおり、ソーリェル路面電車がソーリェル市街地とポルト・デ・ソーリェル（ソーリェル港）を結んでいる。1911年、オレンジとレモンをパルマに運搬するために、トラムンタナ山脈を横断する都市間鉄道のソーリェル鉄道が建設された。1913年、軌間914mmで延長距離4.9kmのソーリェル路面電車が開通した。ソーリェル路面電車はバルセロナのブラウ路面電車（1901年開通）とともに、スペインで路面電車黎明期から運行を続けている2路線のうちのひとつである。パルマまでの交通手段には道路もあり、Ma-11号線がポルト・デ・ソーリェル＝ソーリェル市街地＝パルマを結んでいる。

## スポーツ
1899年に設立されたシルクロ・ソーリェレンセというスポーツ・社交クラブが存在する。このクラブには陸上競技、チェス、女子サッカー、フットサル、登山・ハイキングの部門が存在する。また、1954年に設立されたCFソーリェルというサッカークラブが存在する。CFソーリェルはバレアレス諸島州リーグやテルセーラ・ディビシオンなどに所属している。

## 出身人物
- グレゴリオ・バウサ(1590-1656) – 画家。
- アルベルト・アウフ(1938-) – 文献学者・歴史学者・文学批評家。
- ジョアン・ミケル・オリベール(1974-) – ミュージシャン。
- トゥニ(1982-) – サッカー選手。

## ギャラリー

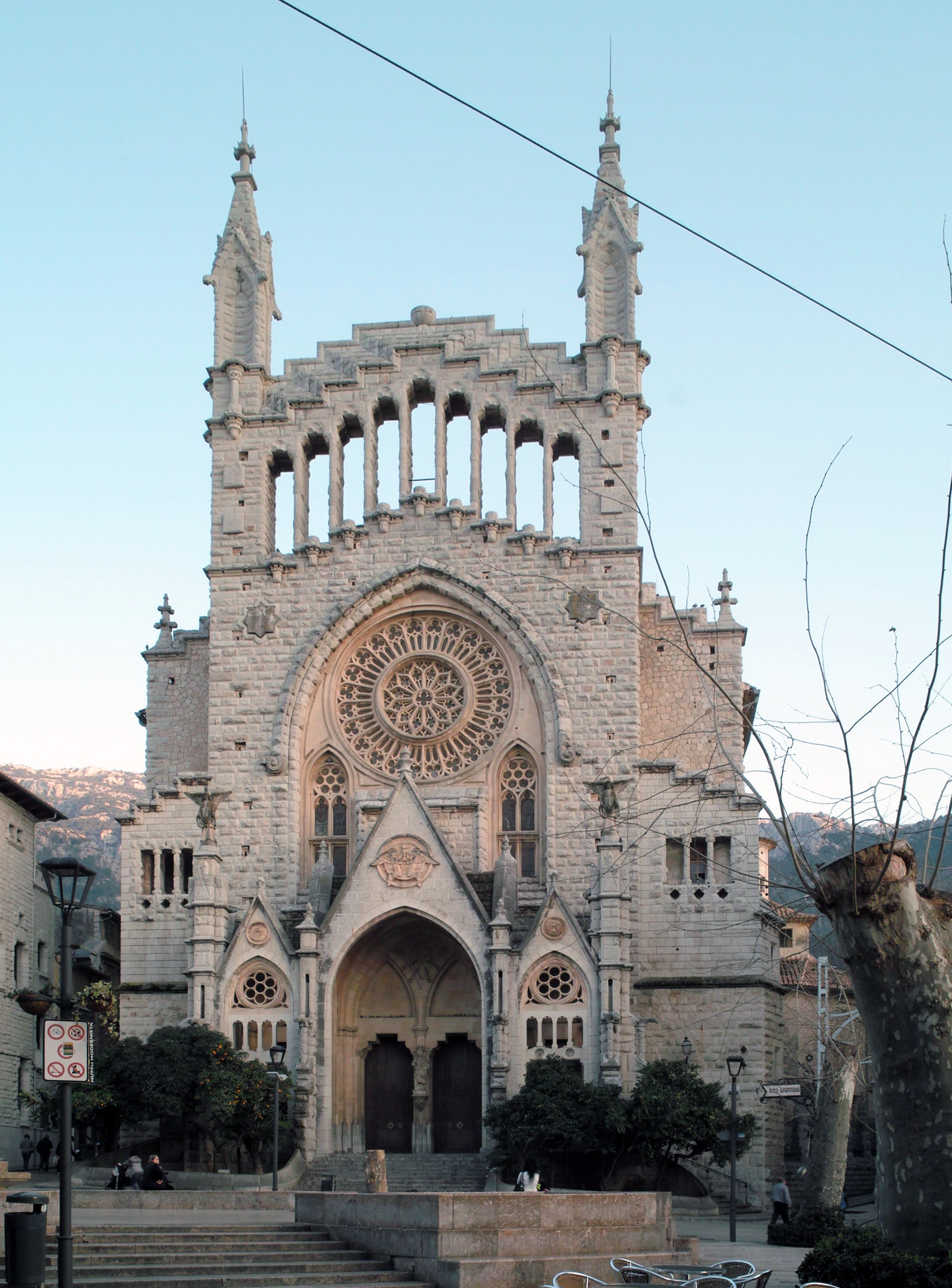
サン・バルトメウ教会
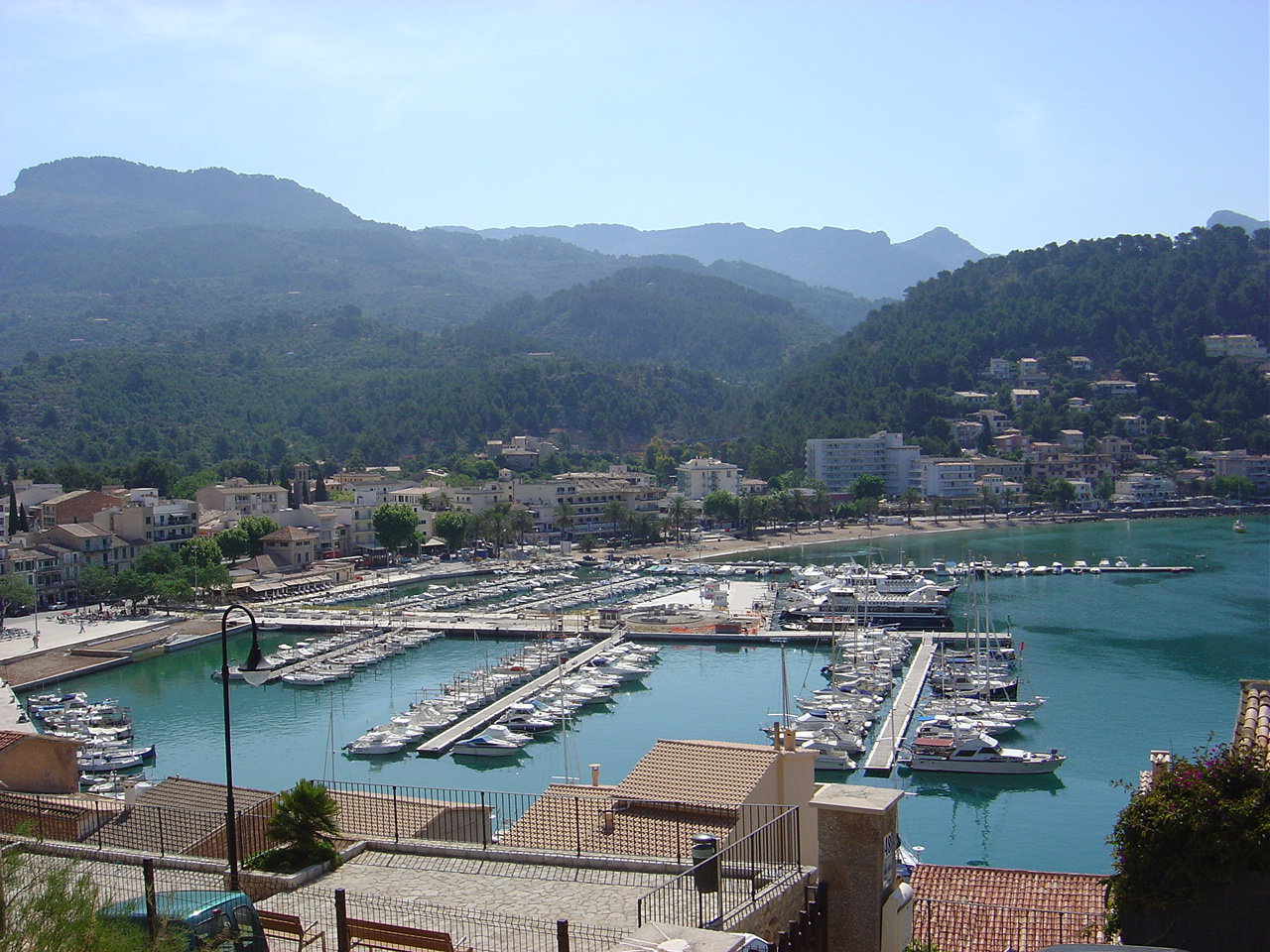
ポルト・デ・ソーリェル
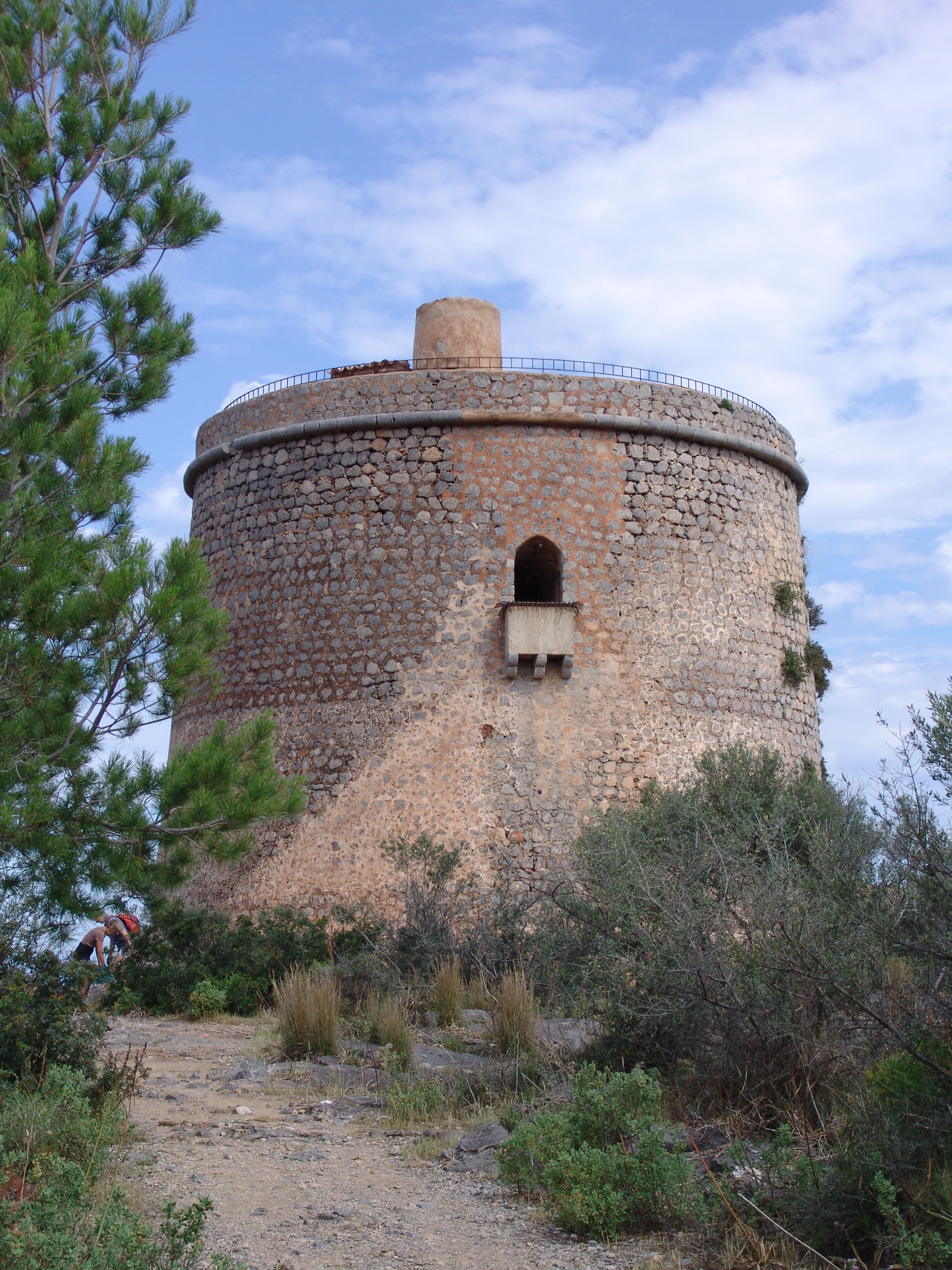
ピカーダの塔
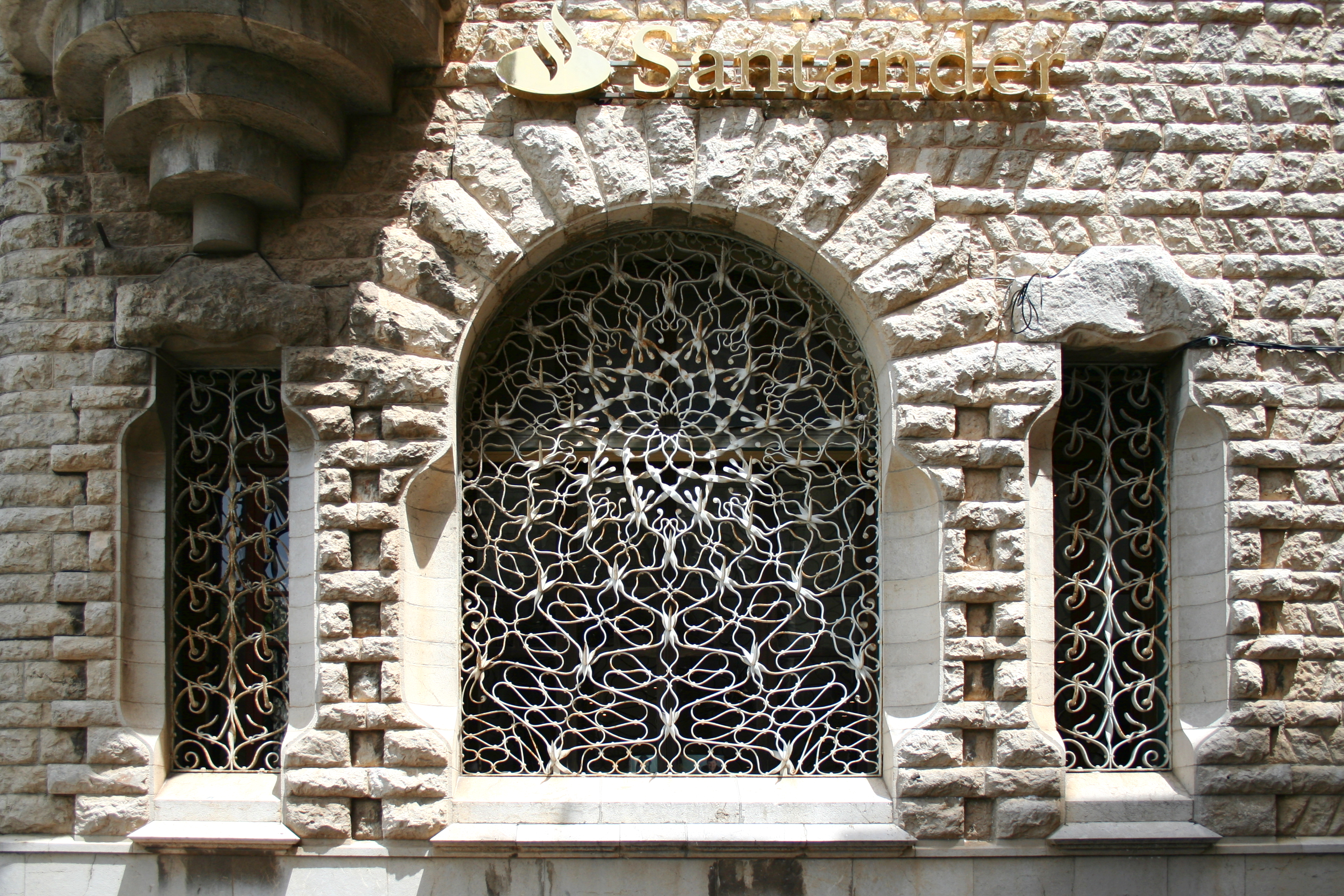
ソーリェル銀行
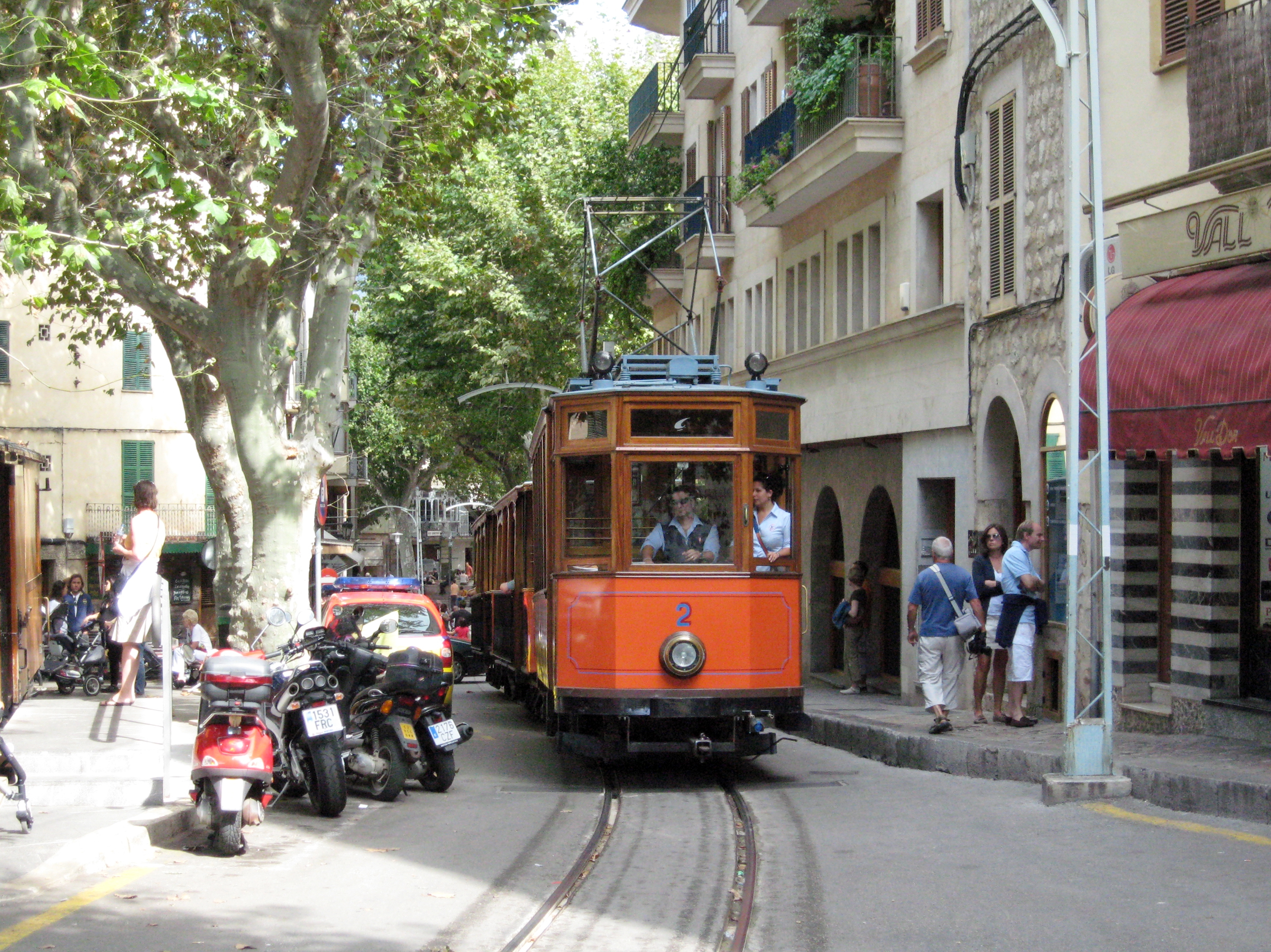
ソーリェル路面電車
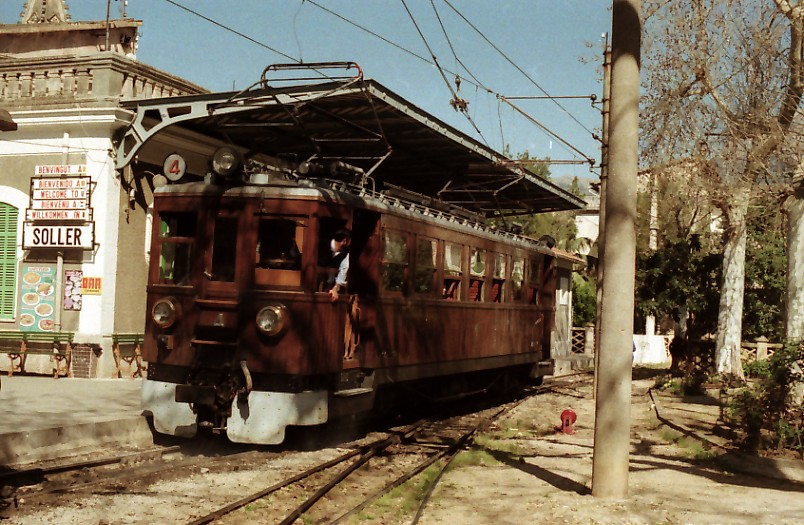
ソーリェル鉄道

## 公式サイト
- （スペイン語）
- Sa Mostra国際民俗学フェスティバル
- Veu de Sóller地元紙 （カタルーニャ語）
- Setmanari Sóller地元紙（カタルーニャ語）
- ソーリェル鉄道（英語）
- ソーリェル植物園（カタルーニャ語）（スペイン語）
- 自然科学博物館
- ソーリェル議会（英語）